# Mindszent
Mindszent es una ciudad húngara perteneciente al distrito de Hódmezővásárhely del condado de Csongrád. Se ubica en la orilla izquierda del río Tisza, a medio camino entre las ciudades Szentes y Hódmezővásárhely.
La iglesia católica está consagrada a "todos los santos" (en húngaro: mindenszentek), de donde se deriva el nombre Mindszent del pueblo. La iglesia actual fue construida entre 1798-1800 en estilo barroco tardío.
Se mantienen relaciones amistosas con Hartheim del Rin, Alemania.